# Андервуд, Элайза
Элайза Андервуд (англ; Elize Underwood — 15 марта 1866 — 27 января 1981) — американская долгожительница, подтверждённая Исследовательской группой геронтологии. Была старейшим человеком в истории, первый человек, кто достиг отметки возраста в 114 лет. Её возраст составлял 114 лет 318 дней.

## Биография
Элайза Андервуд родилась 15 марта 1866 года в городе Клинтон (штат Северная Каролина) в семье бывших рабов. 
Вышла замуж за Ишема Андервуда в 1890 году, вскоре переехав в Джорджию. В 1891 году родилась её единственная дочь. Семья усыновила ещё одну дочь, Минни в 1912 году. И позже переехали в Колумбию, штат Миссисипи. 
Она овдовела в 1953 году, а в 1973 году снова переехала , уже в Сан-Антонио, штат Техас, жив со своей дочей Ленорой. Дочь умерла в 1979 году, после чего с Минни переехала в Вашингтон, округ Колумбия.
Элайза Андервуд умерла 27 января 1981 года. Была старейшей американкой, старейшим человеком в истории и живущим человеком. После её смерти старейшей стала американка Джудия Уорд. Сейчас Элайза находится на 85 строчке старейших людей планеты.

## Рекорды
Первый человек, достигший возраста 114 лет в мире.
Старейший американец до своей смерти.
Старейший живущий человек в мире с 5 ноября 1978 по 27 января 1981 года.
На момент смерти — старейший человек в истории, когда либо живший.